# حسين القيدوم
حسين جاسم القيدوم (ولد في 21 نوفمبر 1986) هو لاعب كرة يد بحريني يلعب لصالح نادي البحرين البحريني ومنتخب البحرين لكرة اليد.
شارك في بطولة العالم لكرة اليد للرجال 2017 حيث ساهم في احتلال منتخب البحرين المركز الثالث والعشرون.